# Daphne Caruana Galizia
Daphne Caruana Galizia (Sliema; 26 de agosto de 1964 - Bidnija; 16 de octubre de 2017) fue una periodista, columnista y bloguera maltesa. Fue clave en la investigación sobre los Papeles de Panamá en Malta que salpicaban al gobierno de Joseph Muscat.
El 16 de octubre de 2017, Caruana Galizia fue asesinada mediante una bomba lapa pegada a su coche. En diciembre de 2017 tres hombres fueron arrestados por su presunta implicación material en el atentado pero no se ha identificado a los que lo ordenaron. El Consejo de Europa declaró en junio de 2019 su inquietud de que el gobierno maltés de Joseph Muscat no hubiese identificado a los culpables del atentado. En septiembre de ese año, Muscat autorizó la puesta en marcha de una investigación.
En abril de 2018 un consorcio compuesto por 45 periodistas internacionales lanzó el "Proyecto Daphne", una colaboración para completar su trabajo de investigación.

## Biografía
Galizia empezó a trabajar en los medios de comunicación en 1988, y se estableció como una de las periodistas más controvertidas de Malta con su columna en la edición dominical del The Times of Malta, el Sunday Times.
En 1996, se retiró del Times después de que el diario se negara a publicar un artículo que había escrito sobre el presidente emérito Guido de Marco y su hija, la abogada Gianella Demarco. Este artículo apareció entonces en el The Malta Independent. Galizia fue conocida por su dureza en cuestiones políticas y sociales.
Sus escritos oscilaban entre rumores sobre las figuras públicas de Malta y el análisis crítico de la realidad sociopolítica. En febrero de 2010, Galizia se enfrentó a cargos de difamación por una serie de acusaciones que había hecho contra la magistrada Consuelo Scerri Herrera en su blog.
Junto con Andrew Borg-Cardona, es una de las escritoras que criticaron con más dureza la extrema derecha de Malta, en especial la asociada con los puntos de vista de Norman Lowell sobre los inmigrantes ilegales.
La perspectiva feminista de Galizia fue considerada polémica, instando a las mujeres a que no se victimizaran. Cuando una trabajadora maltesa ganó el primer caso de abuso verbal y acoso sexual laboral y la victoria fue vista como un éxito para las mujeres de Malta, Daphne dijo que en estos casos la mujer tenía que reaccionar y no comportarse así, como una niña, ya que eso era «infantil».
El 8 de marzo de 2013, Galizia fue detenida durante la noche por haber violado la veda electoral de las elecciones generales de Malta, después de haber escrito artículos considerados de naturaleza política en su blog.
En 2017 fue incluida en el ranking de las «28 personalidades que hacen moverse a Europa» del periódico Politico Europa, por su colaboración en la investigación que involucraba a miembros del gobierno maltés en casos de corrupción destapados por los Panama Papers.

## Muerte
El 16 de octubre de 2017 fue asesinada mediante la explosión de su coche con una bomba lapa. Dos años después del atentado la policía detuvo a Yorgen Fenech, un importante empresario del sector energético maltés, por su posible implicación en la muerte de la periodista. Fenech había sido señalado por Caruana por su relación con el primer ministro Joseph Muscat y con el ministro de energía Konrad Mizzi en el marco de los Panama Papers.
Caruana forma parte del registro de periodistas asesinados por su labor informativa que mantiene la ONG Reporteros Sin Fronteras.

## Premio Daphne Caruana
En enero de 2018 la izquierda de la eurocámara creó el premio Daphne Caruana para defender la libertad de información. La primera edición se entregó el 3 de abril de ese año, coincidiendo con el aniversario de la filtración de los Papeles de Panamá, y contó con una dotación de 5000 euros. El premio fue promovido por el eurodiputado de Podemos Miguel Urbán y el griego Stelios Kouloglou.

## Vida privada
Daphne Caruana Galizia estaba casada y tenía tres hijos. Estudió arqueología en la Universidad de Malta. Se describía como aficionada a la jardinería y sobre todo a la lectura.

## Libro
Un libro sobre Daphne Caruana Galizia, llamado Invicta: The Life and Work of Daphne Caruana Galizia, fue publicado por The Pertinent Press de Oxford (en italiano: Uccisa in nome della verità: la vita e l'attività di Daphne Caruana Galizia).